# Thomas Doherty
Thomas Doherty (* 21. April 1995 in Edinburgh) ist ein schottischer Schauspieler.

## Leben und Karriere
Doherty wurde im April 1995 in Schottland geboren und lebt momentan in London. Vor der Schauspielerei war Doherty als Model und in einem Restaurant als Kellner tätig. Er schloss 2015 die MGA Academy of Performing Arts ab.
Bekannt wurde er durch die Rolle des Sean Matthews in der britischen Disney-Channel-Fernsehserie The Lodge, die seit September 2016 ausgestrahlt wird. In den beiden Disney-Channel-Original-Movies Descendants 2 – Die Nachkommen und Descendants 3 – Die Nachkommen, den Fortsetzungen zu Descendants – Die Nachkommen, übernahm er die Rolle des Harry Hook, des Sohns von Captain Hook. Während der Dreharbeiten verliebte er sich in seine Co-Darstellerin Dove Cameron, die beiden waren von 2016 bis 2020 ein Paar. Seit Mai 2022 ist er offiziell mit dem niederländischen Model Yasmin Wijnaldum liiert.
In der Neuauflage von Gossip Girl ist er als Max Wolfe zu sehen.

## Filmografie
- 2013: Dracula (Fernsehserie, Episode 1x07)
- 2016–2017: The Lodge (Fernsehserie)
- 2017: Descendants 2 – Die Nachkommen (Descendants 2, Fernsehfilm)
- 2018: Streetdance – Folge deinem Traum! (High Strung: Free Dance)
- 2019: Descendants 3 – Die Nachkommen (Descendants 3, Fernsehfilm)
- 2019–2020: Legacies (Fernsehserie)
- 2020: High Fidelity (Fernsehserie)
- 2021–2023: Gossip Girl (Fernsehserie)
- 2022: The Invitation – Bis dass der Tod uns scheidet (The Invitation)
- 2024: Dandelion
- 2024: Girls5eva (Fernsehserie)
- seit 2024: Tell Me Lies (Fernsehserie)